# Corps beltien

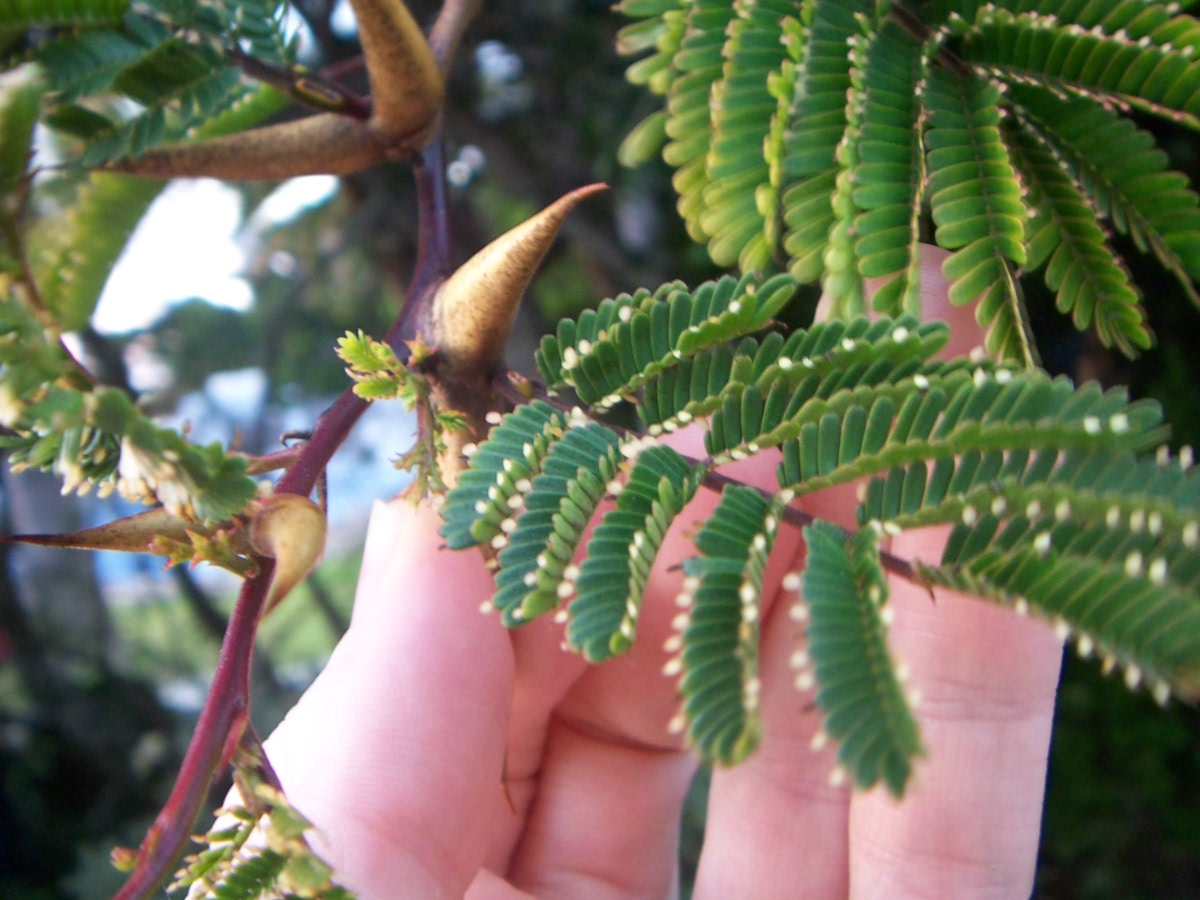
Corps beltiens dA. cornigera.

Un corps beltien est une excroissance que certaines espèces d'Acacia et d'autres genres apparentés développent au bout des pétioles de leurs feuilles. On considère que les corps beltiens résultent d'une coévolution entre les espèces végétales qui les produisent et certaines espèces de fourmis. En effet, ces dernières se nourrissent des corps beltiens et tiennent les herbivores à distance.
Ces structures ont été nommées en l'honneur de Thomas Belt (en), naturaliste anglais qui a été le premier à les décrire.

## Composition
Les corps beltiens sont riches en lipides, en glucides et en protéines,. 

## Rôle écologique
Certaines espèces de fourmis sont intimement associées à certaines espèces d'Acacia. C'est notamment le cas d'espèces du genre Pseudomyrmex.
L'araignée sauteuse Bagheera kiplingi, seule espèce d'araignée considérée herbivore, se nourrit essentiellement de corps beltiens.